# Anatase
Anatase ou anatásio  é uma das três formas minerais do dióxido de titânio, sendo as outras duas o rutilo e a brookite. É sempre encontrado na forma de pequenos cristais isolados e bem desenvolvidos, e tal como o rutilo, uma forma mais comum de dióxido de titânio, cristaliza no sistema tetragonal. Porém, ainda que o grau de simetria seja o mesmo nos dois minerais, não existe relação entre os seus ângulos interfaciais, exceptuando, claro, na zona-prisma de 45 e 90º.

## Origem do nome
A pirâmide de anatase comum, paralela às faces nas quais existe clivagem perfeita, tem um ângulo de 82°9', enquanto o ângulo correspondente no rutilo é 56°52½'. Foi por conta desta pirâmide mais inclinada que Haüy deu o nome a este mineral em 1801, a partir do grego anatasis ("extensão"), sendo o eixo vertical dos cristais de anatase mais longo que o do rutilo.

## Propriedades físicas e ocorrência
Existem também diferenças importantes entre as características físicas da anatase e do rutilo. A anatase não é tão dura (dureza=5½–6), nem tão densa (densidade=3.9); é opticamente negativa, enquanto o rutilo é positivo; o seu lustre é ainda mais adamantino ou metálico-adamantino que o do rutilo.

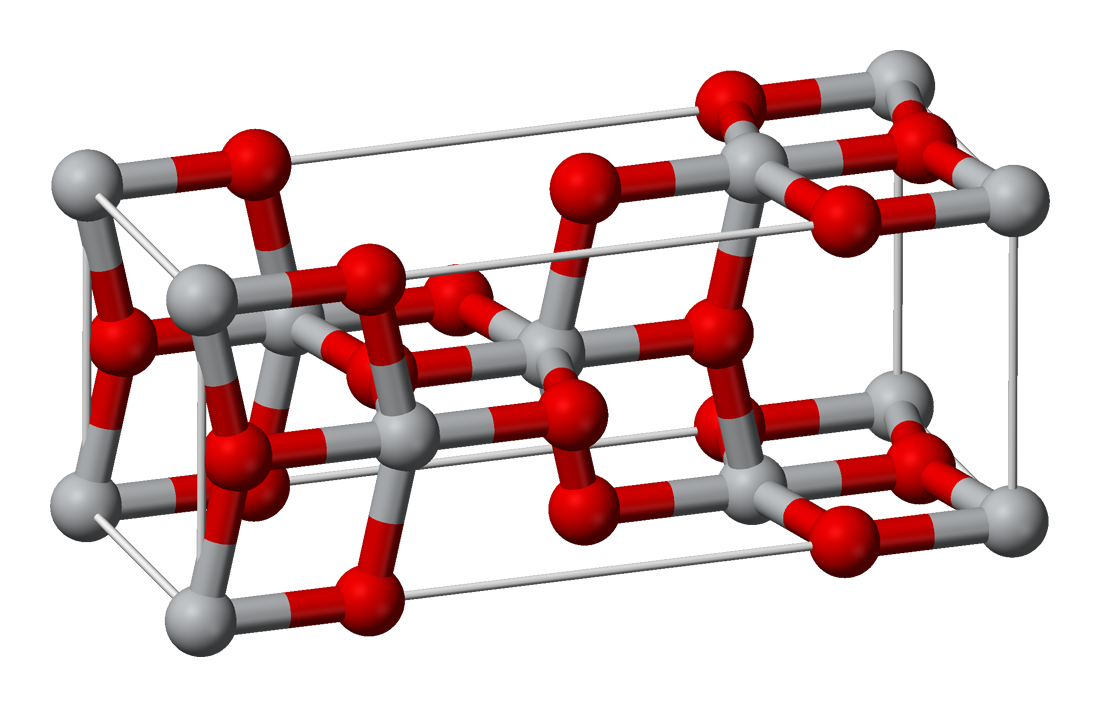
Estrutura cristalina da anatase

Podem ser distinguidos dois hábitos nos cristais de anatase. O mais comum ocorre na forma de simples pirâmides duplas aguçadas de cor indigo a preta e lustre metálico. Os cristais deste tipo são abundantes em Le Bourg-d'Oisans em Dauphiné, onde estão associados a cristal de rocha, feldspatos e axinite em fissuras em granito e micaxisto. Cristais semelhantes, mas de tamanho microscópico, têm ampla distribuição em rochas sedimentares, como arenito, argila e ardósia, das quais podem ser separados por lavagem dos constituintes mais leves da rocha pulverizada.
Os cristais do segundo tipo têm numerosas faces piramidais desenvolvidas, e são geralmente mais achatados e por vezes de hábito prismático; a cor varia do amarelo-mel a castanho. Tais cristais têm aparência semelhante ao xenótimo, e de facto pensou-se durante muito tempo que pertenciam a esta última espécie, sendo designados wiserina.  Ocorrem agarrados às paredes de fissuras em gnaisses dos Alpes, com Binnenthal próximo de Brig no cantão Valais, Suíça, a ser uma ocorrência famosa.
Quando aquecida acima de 915 ºC, a anatase é convertida em rutilo, passando a sua densidade para 4.1; pseudomorfos naturais de rutilo após anatase são também conhecidos. Os cristais de anatase podem ser preparados em laboratórios através de métodos químicos como o processo sol-gel. Exemplos incluem a hidrólise controlada de tetracloreto de titânio (TiCl4) ou de alcóxidos de titânio. Estas anatases sintéticas são de considerável interesse para aplicações de fotocatálise e em células fotovoltaicas.

## Outras designações
Outro nome muitas vezes usado para este mineral é octaedrite, um nome que é, na realidade, mais antigo que anatase, e cuja origem está no comum hábito octaédrico dos cristais. Outros nomes, agora obsoletos, são oisanite e dauphinite, a partir da bem conhecida ocorrência francesa.